# Mali tại Thế vận hội
Mali đã tham gia các Thế vận hội Mùa hè từ 1964 đến 1972, cũng như liên tục góp mặt tại các kỳ Olympic Mùa hè kể từ năm 1980. Quốc gia này chưa từng giành được huy chương Thế vận hội và chưa từng tham gia Thế vận hội Mùa đông.
Ủy ban Olympic quốc gia của Mali được thành lập năm 1962 và được công nhận bởi Ủy ban Olympic Quốc tế năm 1963.

## Bảng huy chương

### Huy chương tại các kỳ Thế vận hội Mùa hè
| Thế vận hội           | Số VĐV        | Vàng          | Bạc           | Đồng          | Tổng số       | Xếp thứ       |
| 1896–1960             | không tham dự | không tham dự | không tham dự | không tham dự | không tham dự | không tham dự |
| Tokyo 1964            | 2             | 0             | 0             | 0             | 0             | –             |
| Thành phố México 1968 | 1             | 0             | 0             | 0             | 0             | –             |
| München 1972          | 3             | 0             | 0             | 0             | 0             | –             |
| Montréal 1976         | không tham dự | không tham dự | không tham dự | không tham dự | không tham dự | không tham dự |
| Moskva 1980           | 8             | 0             | 0             | 0             | 0             | –             |
| Los Angeles 1984      | 4             | 0             | 0             | 0             | 0             | –             |
| Seoul 1988            | 6             | 0             | 0             | 0             | 0             | –             |
| Barcelona 1992        | 5             | 0             | 0             | 0             | 0             | –             |
| Atlanta 1996          | 3             | 0             | 0             | 0             | 0             | –             |
| Sydney 2000           | 5             | 0             | 0             | 0             | 0             | –             |
| Athens 2004           | 23            | 0             | 0             | 0             | 0             | –             |
| Bắc Kinh 2008         | 17            | 0             | 0             | 0             | 0             | –             |
| Luân Đôn 2012         | 6             | 0             | 0             | 0             | 0             | –             |
| Rio de Janeiro 2016   | 6             | 0             | 0             | 0             | 0             | –             |
| Tokyo 2020            | chưa diễn ra  |               |               |               |               |               |
| Tổng số               | Tổng số       | 0             | 0             | 0             | 0             | –             |